# Гуанабара (штат)
Штат Гуанабара (порт. Estado da Guanabara) — бразильский город-штат, существовавший с 1960 по 1975 годы. В его состав входил только город Рио-де-Жанейро после переноса федерального округа в Бразилиа в 1960 году. Он был назван в честь залива Гуанабара.
В 1834 году город Рио-де-Жанейро стал столицей Бразильской империи, но не был частью какой-либо бразильской провинции, имея особый статус так называемого «нейтрального муниципального образования». Окружающая провинция Рио-де-Жанейро (которая не включала город) имела столицу в городе Нитерой. Когда Бразилия стала республикой в 1889 году, у Рио-де-Жанейро остался статус столицы, и город стал федеральным округом, в то время как провинции стали штатами.
Когда столица была перенесена в Бразилиа в 1960 г., новый федеральный округ был отделён от штата Гояс, а старый стал штатом Гуанабара. Первым губернатором штата стал Карлос Ласерда, возражавший против переноса столицы.
В 1975 году, когда штаты Гуанабара и Рио-де-Жанейро слились в новый, больший штат Рио-де-Жанейро, город Рио-де-Жанейро стал муниципалитетом нового объединенного штата и его новой столицей.